# Kozmosz: Személyes utazás
A Kozmosz: Személyes utazás (eredeti cím: Cosmos: A Personal Voyage) egy tizenhárom részből álló televíziós sorozat, amelyet Carl Sagan, Ann Druyan és Steven Soter írt. A műsorvezető Carl Sagan, a producerek pedig David Kennard és Geoffrey Haines-Stiles. A műsor vezető producereként Adrian Malone szolgált. Több tudományos témát is feldolgoz, például az élet eredetét vagy az emberek helyét az univerzumban.
A műsort a PBS vetítette 1980-ban, és az amerikai közszolgálati televízió legnézettebb műsora volt, a The Civil War 1990-es bemutatójáig. 2009-es adatok alapján még mindig a legnézettebb PBS-sorozat volt. Két Emmy-díjat és egy Peabody-díjat nyert. Több, mint 60 országban vetítették és több, mint 500 millió ember látta. Könyv is készült a sorozatból.
David Itzkoff, a The New York Times kritikusa "a tudományos témájú tévéműsorok vízválasztójának" nevezte.

## Áttekintés
A műsor 6.3 millió dollárból készült, és további 2 millió dollárt költöttek reklámra. A dokumentumfilm formátuma hasonlít Kenneth Clark Civilisation című sorozatára, Jacob Bronowski The Ascent of Man című műsorára és David Attenborough Life on Earth című dokumentumfilmjére.
A Kozmosz nevezetesnek számít még a különleges effektek miatt is. Ezek hatására úgy tűnik, mintha Sagan az adott világban mozogna. Az epizódok során Vangelis zenéje hallható.
Több évig nem jelent meg DVD-n, a zene szerzői jogai miatt, de 2000-ben végül megjelent. Hét nyelven volt feliratozva, és 5.1-es hangzással rendelkezett.

## Folytatás
2011. augusztus 5.-én bejelentették, hogy tervezik a sorozat folytatását, naprakész információkkal és különleges effektekkel. Az új sorozat a Kozmosz: Történetek a világegyetemről címet kapta, és eredetileg 2012/2013-ra tervezték, de Neil deGrasse Tyson Twitterén bejelentette, hogy 2014 elején fog megjelenni. Az epizódokat 2014. március 9.-én kezdte vetíteni a Fox Network, másnap pedig a National Geographic Channel is leadta. Az új műsor vezetője Neil deGrasse Tyson volt, a producerek pedig Ann Druyan, Steven Soter és Seth MacFarlane voltak. A következő folytatás 2020. március 9.-én jelent meg, Kozmosz: Lehetséges világok címmel.